# Dreiband-Europameisterschaft der Junioren 2000

Logo CEB (ausrichtender Verband)

Die Dreiband-Europameisterschaft der Junioren 2000 war ein Turnier in der Karambolagedisziplin Dreiband und fand vom 11. bis 13. Februar in Saint-Mihiel statt.

## Modus
Gespielt wurde mit 16 Teilnehmern in vier Gruppen à vier Spielern im Round-Robin-Modus. Die beiden Gruppenbesten qualifizierten sich für das Viertelfinale. Bei Punktegleichheit zählte der direkte Vergleich. Die Partiedistanz betrug zwei Gewinnsätze à 15 Punkte.

## Qualifikation
| Abschlusstabelle Gruppe A | Abschlusstabelle Gruppe A | Abschlusstabelle Gruppe A | Abschlusstabelle Gruppe A | Abschlusstabelle Gruppe A | Abschlusstabelle Gruppe A | Abschlusstabelle Gruppe A | Abschlusstabelle Gruppe A | Abschlusstabelle Gruppe A |
| Platz                     | Name                      | PP                        | SP                        | Pkte                      | Aufn.                     | GD                        | BED                       | HS                        |
| ------------------------- | ------------------------- | ------------------------- | ------------------------- | ------------------------- | ------------------------- | ------------------------- | ------------------------- | ------------------------- |
| 1                         | Brian Hansen              | 4                         | 5:2                       | 101                       | 93                        | 1,086                     | 1,500                     | 10                        |
| 2                         | Thorsten Frings           | 4                         | 4:3                       | 84                        | 81                        | 1,037                     | 1,151                     | 5                         |
| 3                         | Xavier le Roy             | 2                         | 3:4                       | 71                        | 90                        | 0,788                     | 0,833                     | 5                         |
| 4                         | Christoph Oberberger      | 2                         | 2:5                       | 62                        | 114                       | 0,543                     | 0,764                     | 4                         |

| Abschlusstabelle Gruppe B | Abschlusstabelle Gruppe B | Abschlusstabelle Gruppe B | Abschlusstabelle Gruppe B | Abschlusstabelle Gruppe B | Abschlusstabelle Gruppe B | Abschlusstabelle Gruppe B | Abschlusstabelle Gruppe B | Abschlusstabelle Gruppe B |
| Platz                     | Name                      | PP                        | SP                        | Pkte                      | Aufn.                     | GD                        | BED                       | HS                        |
| ------------------------- | ------------------------- | ------------------------- | ------------------------- | ------------------------- | ------------------------- | ------------------------- | ------------------------- | ------------------------- |
| 1                         | Jérémy Bury               | 6                         | 6:1                       | 104                       | 106                       | 0,981                     | 1,257                     | 5                         |
| 2                         | José Garcia Navarro       | 4                         | 5:2                       | 93                        | 118                       | 0,788                     | 0,731                     | 6                         |
| 3                         | Tay-Dien Truong           | 2                         | 2:4                       | 71                        | 133                       | 0,533                     | 0,600                     | 5                         |
| 4                         | Panagiotis Heliotis       | 0                         | 0:6                       | 44                        | 117                       | 0,376                     | -                         | 3                         |

| Abschlusstabelle Gruppe C | Abschlusstabelle Gruppe C | Abschlusstabelle Gruppe C | Abschlusstabelle Gruppe C | Abschlusstabelle Gruppe C | Abschlusstabelle Gruppe C | Abschlusstabelle Gruppe C | Abschlusstabelle Gruppe C | Abschlusstabelle Gruppe C |
| Platz                     | Name                      | PP                        | SP                        | Pkte                      | Aufn.                     | GD                        | BED                       | HS                        |
| ------------------------- | ------------------------- | ------------------------- | ------------------------- | ------------------------- | ------------------------- | ------------------------- | ------------------------- | ------------------------- |
| 1                         | Johan Loncelle            | 6                         | 6:0                       | 90                        | 71                        | 1,267                     | 1,578                     | 8                         |
| 2                         | Carlos Crespo             | 4                         | 4:2                       | 77                        | 105                       | 0,733                     | 0,833                     | 5                         |
| 3                         | Davy van Geel             | 2                         | 2:4                       | 63                        | 102                       | 0,617                     | 0,681                     | 4                         |
| 4                         | Zoltan Pabar              | 0                         | 0:6                       | 50                        | 96                        | 0,520                     | -                         | 4                         |

| Abschlusstabelle Gruppe D | Abschlusstabelle Gruppe D | Abschlusstabelle Gruppe D | Abschlusstabelle Gruppe D | Abschlusstabelle Gruppe D | Abschlusstabelle Gruppe D | Abschlusstabelle Gruppe D | Abschlusstabelle Gruppe D | Abschlusstabelle Gruppe D |
| Platz                     | Name                      | PP                        | SP                        | Pkte                      | Aufn.                     | GD                        | BED                       | HS                        |
| ------------------------- | ------------------------- | ------------------------- | ------------------------- | ------------------------- | ------------------------- | ------------------------- | ------------------------- | ------------------------- |
| 1                         | Michael Lohse             | 4                         | 5:2                       | 103                       | 100                       | 1,030                     | 1,578                     | 7                         |
| 2                         | Radovan Hájek             | 4                         | 5:4                       | 120                       | 166                       | 0,722                     | 0,851                     | 5                         |
| 3                         | Peter Ceulemans           | 2                         | 3:5                       | 99                        | 124                       | 0,798                     | 0,951                     | 6                         |
| 4                         | Filipos Kasidokostas      | 2                         | 3:5                       | 81                        | 127                       | 0,637                     | 0,507                     | 4                         |

## Finalrunde
|  | Viertelfinale Best of 3 | Viertelfinale Best of 3 |                 |                 | Halbfinale Best of 3 | Halbfinale Best of 3 |  |  | Finale Best of 3 | Finale Best of 3 |
|  |                         |                         |                 |                 |                      |                      |  |  |                  |                  |
|  |                         |                         |                 |                 |                      |                      |  |  |                  |                  |
|  | Johan Loncelle          | 2:1/43/37/1,162         |                 |                 |                      |                      |  |  |                  |                  |
|  | Johan Loncelle          | 2:1/43/37/1,162         |                 |                 |                      |                      |  |  |                  |                  |
|  | José Garcia Navarro     | 1:2/37/37/1,000         |                 |                 |                      |                      |  |  |                  |                  |
|  | José Garcia Navarro     | 1:2/37/37/1,000         | Johan Loncelle  | 2:0/30/21/1,428 |                      |                      |  |  |                  |                  |
|  |                         |                         | Johan Loncelle  | 2:0/30/21/1,428 |                      |                      |  |  |                  |                  |
|  |                         | Brian Hansen            | 0:2/24/20/1,200 |                 |                      |                      |  |  |                  |                  |
|  | Brian Hansen            | Brian Hansen            | 0:2/24/20/1,200 | 2:1/42/49/0,857 |                      |                      |  |  |                  |                  |
|  | Brian Hansen            |                         |                 | 2:1/42/49/0,857 |                      |                      |  |  |                  |                  |
|  | Radovan Hájek           | 1:2/32/49/0,653         |                 |                 |                      |                      |  |  |                  |                  |
|  |                         |                         | Johan Loncelle  | 2:0/30/24/1,250 |                      |                      |  |  |                  |                  |
|  |                         |                         |                 | Thorsten Frings | 0:2/21/23/0,913      |                      |  |  |                  |                  |
|  | Michael Lohse           | 0:2/15/24/0,625         |                 |                 |                      |                      |  |  |                  |                  |
|  | Thorsten Frings         | 2:0/30/25/1,200         |                 |                 |                      |                      |  |  |                  |                  |
|  | Thorsten Frings         | 2:0/30/25/1,200         | Thorsten Frings | 2:0/30/33/0,909 |                      |                      |  |  |                  |                  |
|  |                         |                         | Thorsten Frings | 2:0/30/33/0,909 | Spiel um Platz 3     |                      |  |  |                  |                  |
|  |                         | Jérémy Bury             | 0:2/18/32/0,562 |                 |                      |                      |  |  |                  |                  |
|  | Jérémy Bury             | Jérémy Bury             | 0:2/18/32/0,562 | 2:1/40/31/1,290 | Brian Hansen         | 2:0/30/19/1,578      |  |  |                  |                  |
|  | Jérémy Bury             |                         |                 | 2:1/40/31/1,290 | Brian Hansen         | 2:0/30/19/1,578      |  |  |                  |                  |
|  | Carlos Crespo           | 1:2/32/31/1,032         |                 | Jérémy Bury     | 0:2/15/18/0,833      |                      |  |  |                  |                  |
|  | Carlos Crespo           | 1:2/32/31/1,032         |                 |                 | 0:2/15/18/0,833      |                      |  |  |                  |                  |
|  |                         |                         |                 |                 |                      |                      |  |  |                  |                  |

## Abschlusstabelle
| MP    | Match Points (Sieger = 2; Unentschieden = 1; Verlierer = 0) |
| Pkte. | Erzielte Karambolagen                                       |
| Aufn. | Benötigte Versuche                                          |
| GD    | Generaldurchschnitt                                         |
| BED   | Bester Einzeldurchschnitt eines Spielers                    |
| HS    | Höchstserie                                                 |
|       | Bester GD des Turniers                                      |
|       | Bester ED des Turniers                                      |
|       | Beste HS des Turniers                                       |
|       | 1. Platz (Gold)                                             |
|       | 2. Platz (Silber)                                           |
|       | 3. Platz (Bronze)                                           |

| Endklassement              | Endklassement        | Endklassement | Endklassement | Endklassement | Endklassement | Endklassement | Endklassement | Endklassement |
| Platz                      | Name                 | PP            | SP            | Pkte.         | Aufn.         | GD            | BED           | HS            |
| -------------------------- | -------------------- | ------------- | ------------- | ------------- | ------------- | ------------- | ------------- | ------------- |
| 1                          | Johan Loncelle       | 12:0          | 12:1          | 193           | 153           | 1,261         | 1,578         | 8             |
| 2                          | Thorsten Frings      | 8:4           | 8:5           | 165           | 162           | 1,018         | 1,200         | 5             |
| 3                          | Brian Hansen         | 8:4           | 9:5           | 197           | 181           | 1,088         | 1,578         | 10            |
| 4                          | Jérémy Bury          | 8:4           | 8:6           | 177           | 187           | 0,946         | 1,290         | 10            |
| 5                          | José Garcia Navarro  | 4:4           | 6:6           | 130           | 155           | 0,838         | 0,731         | 6             |
| 6                          | Michael Lohse        | 4:4           | 5:4           | 118           | 124           | 0,951         | 1,578         | 7             |
| 7                          | Carlos Crespo        | 4:4           | 5:4           | 109           | 136           | 0,801         | 0,833         | 5             |
| 8                          | Radovan Hájek        | 4:4           | 6:6           | 152           | 215           | 0,706         | 0,851         | 5             |
| 9                          | Peter Ceulemans      | 2             | 3:5           | 99            | 124           | 0,798         | 0,951         | 6             |
| 10                         | Xavier le Roy        | 2             | 3:4           | 71            | 90            | 0,788         | 0,833         | 5             |
| 11                         | Davy van Geel        | 2             | 2:4           | 63            | 102           | 0,617         | 0,681         | 4             |
| 12                         | Tay-Dien Truong      | 2             | 2:4           | 71            | 133           | 0,533         | 0,600         | 5             |
| 13                         | Filipos Kasidokostas | 2             | 3:5           | 81            | 127           | 0,637         | 0,507         | 4             |
| 14                         | Christoph Oberberger | 2             | 2:5           | 62            | 114           | 0,543         | 0,764         | 4             |
| 15                         | Zoltan Pabar         | 0             | 0:6           | 50            | 96            | 0,520         | -             | 4             |
| 16                         | Panagiotis Heliotis  | 0             | 0:6           | 44            | 117           | 0,376         | -             | 3             |
| Turnierdurchschnitt: 0,804 |                      |               |               |               |               |               |               |               |